# Nathaniel Palmer

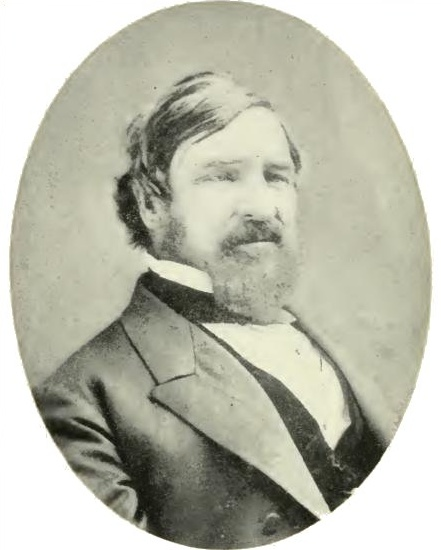
Nathaniel Brown Palmer

Nathaniel Brown Palmer (Stonington (Connecticut), 8 augustus 1799 - 21 juni 1877) was een Amerikaanse robbenjager, ontdekkingsreiziger en ontwerper van schepen. Hij reisde in opdracht van de United States Navy, de Amerikaanse marine.
In 1820 ging Palmer op zoek naar nieuwe jachtgebieden waar hij de jacht op robben kon voortzetten. Hij kwam echter op Antarctica aan. Palmer is hiermee een van de drie mensen die in 1820 met een expeditie als eersten Antarctica bereikten. De Rus Fabian Gottlieb von Bellingshausen en de Brit Edward Bransfield betraden vrijwel tegelijkertijd Antarctica. Wie als eerste het continent bereikte is niet bekend, maar hiermee is Palmer naar alle waarschijnlijkheid wel de eerste Amerikaan geweest. Palmer was tevens mede-ontdekker van de Zuidelijke Orkneyeilanden.
Onder andere de eilandengroep Palmerarchipel en het Antarctisch Schiereiland (Palmerschiereiland) zijn naar hem vernoemd.